# 一二三 (ミュージシャン)
一二三（ひふみ）は、日本のボカロP、ソングライター。代表曲に「花が落ちたので、」「萌す心を」「猛独が襲う」など。

## 略歴
たまごっち
幼少期から何かを作ることが好きで、高校時代から作曲活動を始める。社会人になり、「自作の曲を誰かに聴いてもらいたい」という思いからボカロPとしての活動を始め、2016年に「なでしこ日和」をニコニコ動画、YouTubeに投稿した。その後「猛独が襲う」でニコニコ動画内で初の「殿堂入り（10万回再生）」、「伝説入り（100万回再生）」を果たす。まふまふによるこの曲の「歌ってみた」動画はYouTubeで3000万再生を突破している。

## 人物
- 楽曲において初音ミクを使うのは「ボカロといったら初音ミク」というイメージからであり、音街ウナを使うのは「明るさがウリのキャラクターに暗い歌詞を歌わせたかったから」である[1]。
- 自身の曲風を「清純ロック」と名付けている。

## ディスコグラフィ

### フルアルバム
| 枚 | 発売日         | タイトル       | 収録曲 | 備考 |
| -- | -------------- | -------------- | --- | ---- |
| 1  | 2019年04月27日 | 独りに花を添え | 全11曲 1. なでしこ日和 2. 猛独が襲う 3. 流行りゃんせ回りゃんせ 4. 憂、安堵、藍。 5. さよなら微炭酸がぁる 6. 結い傷な 7. 口咲きから花言葉 8. 踊る恐竜さん 9. 月灯りと水晶核 10. 君中毒 11. 花が落ちたので、 |      |

## 楽曲提供
EverdreaM
- 運命（作詞）[2]

夜空メル
- 赤くならないで（作詞・作曲・編曲）[3]